# Liste des ministres lituaniens de la Santé
Pour un article plus général, voir Ministère de la Santé.
Cette page donne la liste des anciens et actuel ministres lituaniens chargés de la Santé.
Depuis le 12 décembre 2024, dans le gouvernement Paluckas, Marija Jakubauskienė est ministre de la Santé.

## Liste des ministres
| Ministre | Ministre | Ministre                            | Intitulé             | Parti  | Début            | Fin              | Gouvernement                           |
| -------- | -------- | ----------------------------------- | -------------------- | ------ | ---------------- | ---------------- | -------------------------------------- |
|          |          | Juozas Olekas                       | Ministre de la Santé | LSDP   | 17 janvier 1990  | 17 décembre 1992 | Prunskienè Šimènas Vagnorius I Abišala |
|          |          | Vytautas Kriauza                    | Ministre de la Santé | Sans   | 17 décembre 1992 | 31 mars 1993     | Lubys                                  |
|          |          | Jurgis Brėdikis                     | Ministre de la Santé | Sans   | 31 mars 1993     | 10 novembre 1994 | Šleževičius                            |
|          |          | Antanas Vinkus                      | Ministre de la Santé | LSDP   | 10 novembre 1994 | 10 décembre 1996 | Šleževičius Stankevičius               |
|          |          | Juozas Galdikas                     | Ministre de la Santé | TS-LKD | 10 décembre 1996 | 25 mars 1998     | Vagnorius II                           |
|          |          | Laurynas Stankevičius               | Ministre de la Santé | LDDP   | 25 mars 1998     | 10 juin 1999     | Vagnorius II                           |
|          |          | Raimundas Alekna                    | Ministre de la Santé | TS-LKD | 10 juin 1999     | 9 novembre 2000  | Paksas I Kubilius I                    |
|          |          | Vinsas Janušonis                    | Ministre de la Santé | Sans   | 9 novembre 2000  | 2 avril 2001     | Paksas II                              |
|          |          | Konstantinas Romualdas Dobrovolskis | Ministre de la Santé | NS     | 15 mai 2001      | 6 mars 2003      | Paksas II Brazauskas I                 |
|          |          | Juozas Olekas                       | Ministre de la Santé | LSDP   | 6 mars 2003      | 14 décembre 2004 | Brazauskas I                           |
|          |          | Žilvinas Padaiga                    | Ministre de la Santé | DP     | 14 décembre 2004 | 18 juillet 2006  | Brazauskas II                          |
|          |          | Rimvydas Turčinskas                 | Ministre de la Santé | LSDP   | 18 juillet 2006  | 14 juillet 2008  | Kirkilas                               |
|          |          | Gediminas Černiauskas               | Ministre de la Santé | LSDP   | 14 juillet 2008  | 9 décembre 2008  | Kirkilas                               |
|          |          | Algis Čaplikas                      | Ministre de la Santé | LiCS   | 9 décembre 2008  | 22 février 2010  | Kubilius II                            |
|          |          | Raimondas Šukys                     | Ministre de la Santé | LiCS   | 22 février 2010  | 13 décembre 2012 | Kubilius II                            |
|          |          | Vytenis Andriukaitis                | Ministre de la Santé | LSDP   | 13 décembre 2012 | 17 juillet 2014  | Butkevičius                            |
|          |          | Rimantė Šalaševičiūtė               | Ministre de la Santé | LSDP   | 17 juillet 2014  | 17 février 2016  | Butkevičius                            |
|          |          | Juras Požela                        | Ministre de la Santé | LSDP   | 10 mars 2016     | 16 octobre 2016  | Butkevičius                            |
|          |          | Aurelijus Veryga                    | Ministre de la Santé | LVZS   | 13 décembre 2016 | 11 décembre 2020 | Skvernelis                             |
|          |          | Arūnas Dulkys                       | Ministre de la Santé | Sans   | 11 décembre 2020 | 11 décembre 2024 | Šimonytė                               |
|          |          | Marija Jakubauskienė                | Ministre de la Santé | Sans   | 12 décembre 2024 | En fonction      | Paluckas                               |